# Elaphocera nupcialis
Elaphocera nupcialis är en skalbaggsart som beskrevs av Ruiz och Avila 1995. Elaphocera nupcialis ingår i släktet Elaphocera och familjen Melolonthidae. Inga underarter finns listade i Catalogue of Life.